# Stolec (województwo zachodniopomorskie)

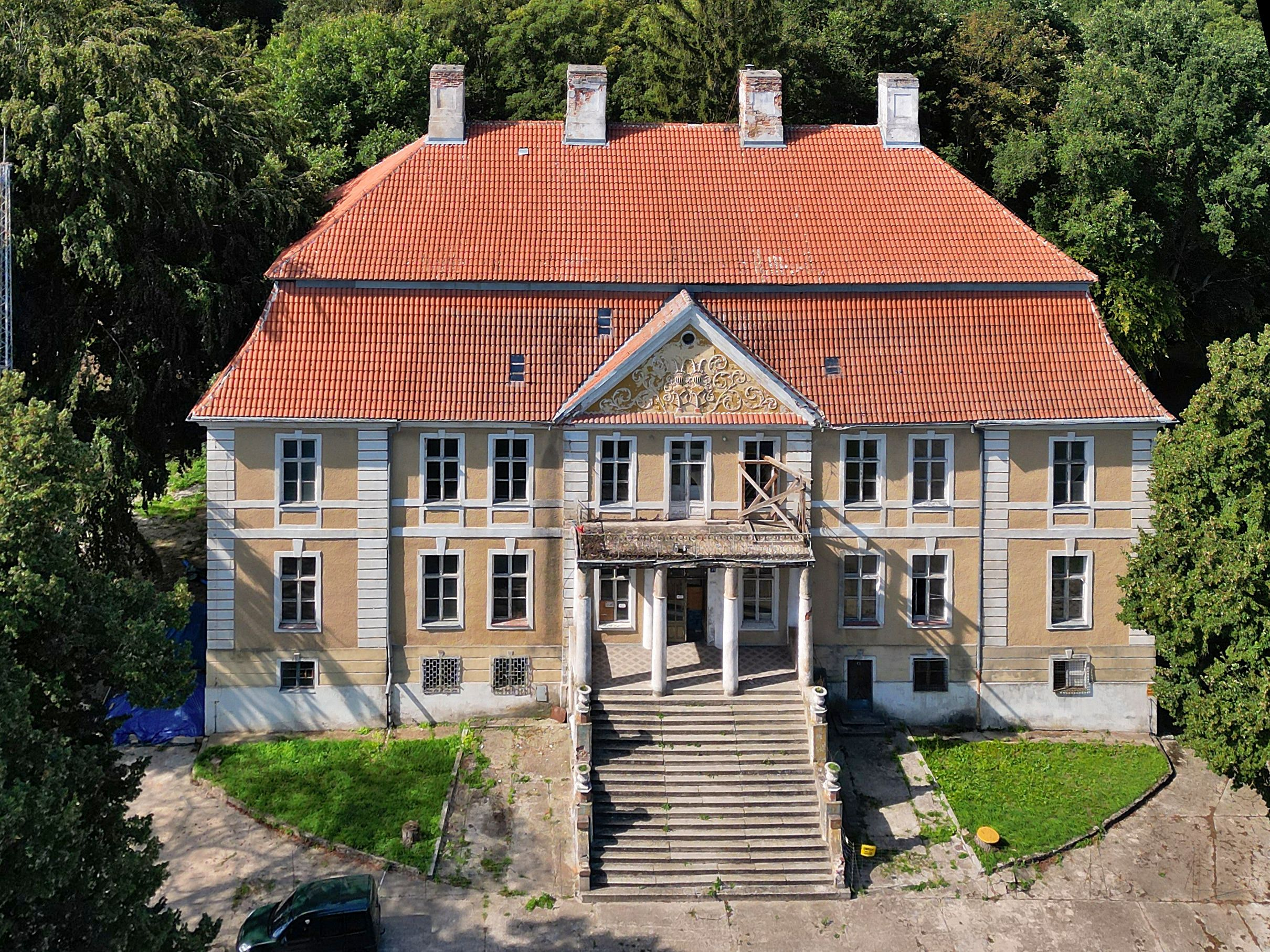
Pałac w Stolcu

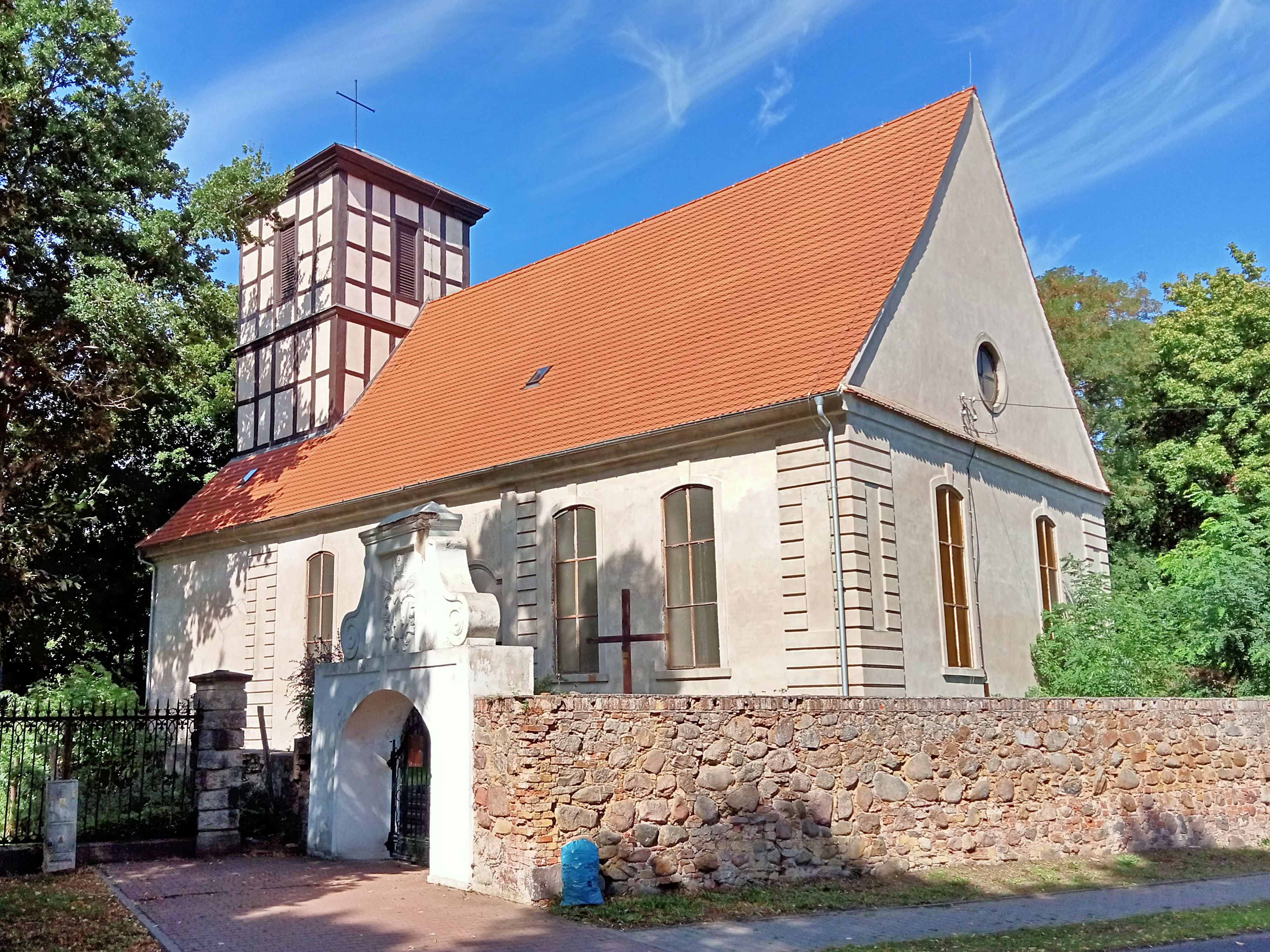
Kościół pw. św. Maksymiliana Marii Kolbego

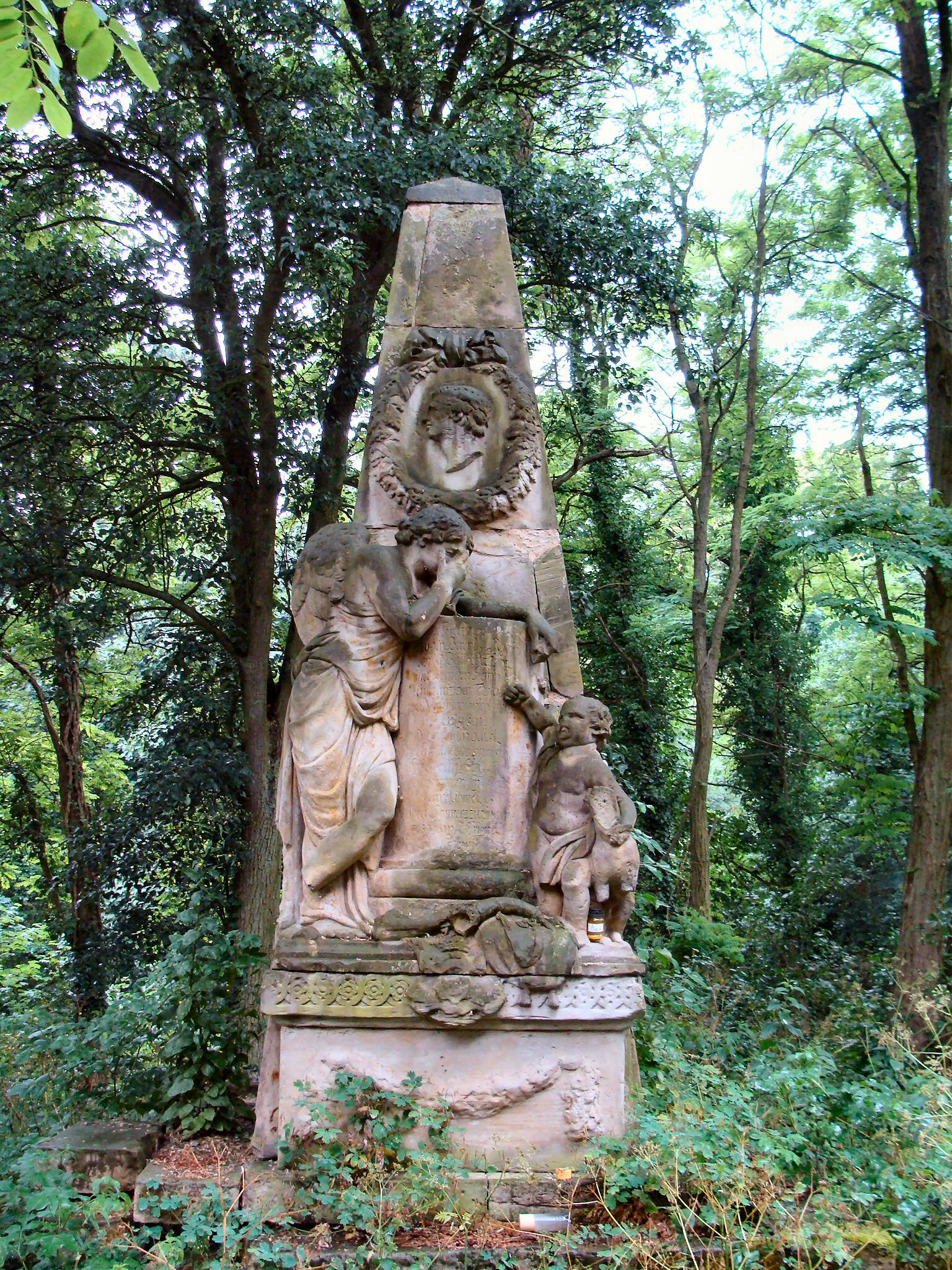
Pomnik Jürgena Ramina na cmentarzu w Stolcu

Stolec (niem. do 1521 Blankenburg, do 1945 Stolzenburg) – osada w województwie zachodniopomorskim, w powiecie polickim, w gminie Dobra (Szczecińska). Leży w Puszczy Wkrzańskiej na granicy polsko-niemieckiej, ok. 24 km na północny zachód od centrum Szczecina. W pobliżu wsi znajdują się jeziora Stolsko i Świdwie oraz rzeka Gunica.
Według danych urzędu gminy z 30 czerwca 2008 osada miała 242 zameldowanych mieszkańców.
Sołectwo Stolec stanowi jedynie osada Stolec.
Przez wieś przebiega  Szlak „Puszcza Wkrzańska”.

## Historia
Od czasów średniowiecza osada wchodziła w skład dóbr ziemskich znakomitego pomorskiego rodu szlacheckiego von Blankenburg. W roku 1554 wieś została sprzedana właścicielom pobliskiej Dobrej Szczecińskiej – szlachcicom von Ramin, którzy zmienili jej nazwę na Stolzenburg oznaczającą wyniosły zamek.
Podczas wojny trzydziestoletniej średniowieczny dwór i XVI-wieczny kościół zostały zniszczone, a wieś niemal zupełnie opustoszała. Jürgen Bernard von Ramin, kolejny z właścicieli, ufundował istniejące do dziś założenie parkowo-pałacowe wraz z folwarkiem oraz kościół i odtworzył w pierwotnych granicach jeden z największych majątków ziemskich szlachty pomorskiej. Z rokiem 1872 majątek uzyskała spółka kupców, która później zbankrutowała. W 1888 r. majątek za długi przejął bank z Lubeki. W pierwszych latach XX w. wieś została majątkiem kupców szczecińskich.
W czasie II wojny światowej wieś nie zniszczona, została zajęta 27 kwietnia 1945 r. przez wojska radzieckie (2 Front Białoruski – 2 Armia Uderzeniowa). Po 1945 istniał tu PGR do 1992. 
Wieś leżała na trasie zbudowanej w l. 1894–1906 normalnotorowej Kolejki Randowskiej (niem. Randower Kleinbahn), odchodzącej w Stobnie Szczecińskim (niem. Stöven) od wówczas głównej linii Szczecin – Pasewalk i prowadzącej do Nowego Warpna (niem. Neuwarp) przez Dołuje, Dobrą, Buk, Stolec, Glashütte, Hintersee i Rieth. Jej północna część – biegnąca przez środek Puszczy Wkrzańskiej od stacji Dobra Szczecińska do Nowego Warpna przez Hintersee – została zamknięta i rozebrana przez Armię Czerwoną jeszcze w 1945. Obecnie pozostał jej krótki niewykorzystywany fragment ze Stobna do Dołuj (LK nr 429). Na terenie gmin Dobra i Nowe Warpno dawne torowisko zdemontowanej części Randower Kleinbahn przekształcono w drogi rowerowe (Dobra–Buk, Nowe Warpno–Rieth), natomiast obiekty kolejowe są coraz mniej widoczne.
W związku z przebiegającą tu granicą państwową, we wsi została utworzona strażnica WOP, a później w maju 1991 roku – Straży Granicznej, która funkcjonowała do 31 maja 2002.
Wieś typu folwarcznego, rozplanowana jako ulicówka.

### Przynależność polityczno-administracyjna
- 1815–1866: Związek Niemiecki, Królestwo Prus, prowincja Pomorze, powiat Randow
- 1866–1871: Związek Północnoniemiecki, Królestwo Prus, prowincja Pomorze, powiat Randow
- 1871–1918: Cesarstwo Niemieckie, Królestwo Prus, prowincja Pomorze, powiat Randow
- 1919–1933: Rzesza Niemiecka (Republika Weimarska), kraj związkowy Prusy, prowincja Pomorze, powiat Randow
- 1933–1945: III Rzesza, prowincja Pomorze, powiat Randow, Powiat Ueckermünde (1939–1945)
- 1945–1975: Polska, województwo szczecińskie, powiat szczeciński
- 1975–1998: Polska, województwo szczecińskie, gmina Dobra
- 1999 – teraz: Polska, województwo zachodniopomorskie, powiat policki, gmina Dobra

## Zabytki
- Dwukondygnacyjny, murowany, przykryty dachem mansardowym pałac zbudowany w latach 1721–1727 w stylu barokowego klasycyzmu, reprezentuje typ założenia entré cour et jardin (pomiędzy dziedzińcem od wschodu i ogrodem od zachodu). Leży na wzniesieniu tarasowo opadającym w stronę jeziora Stolsko. Rezydencja stolecka położona jest w parku, którego główna oś rozciąga się równoleżnikowo od wsi Bolków (w kierunku wschodnim). Początkowo tworzy ją aleja lipowa, następnie po przecięciu głównej drogi we wsi, dociera do bramy głównej ogrodzenia pałacowego i dalej jako aleja kasztanowcowa prowadzi przez podłużny dziedziniec aż do kolistego gazonu przed reprezentacyjnym wejściem do pałacu. Brama wjazdowa do pałacu (obecnie zdemontowana) miała kute motywy roślinne z wplecionymi inicjałami ostatniego właściciela, a samo wejście zdobią dwa kamienne jelenie. Po drugiej, zachodniej stronie pałacu (obecnie na terenie Niemiec), główną oś tworzy aleja lipowa, będąca kanwą czterech kwater ogrodu barokowego, która następnie biegnie w kierunku dużego kompleksu lasów stoleckich, gdzie w XIX wieku powstał naturalistyczny park obejmujący okoliczne lasy, łąki i jeziora. We wschodniej, polskiej części parku występują graby, świerki, lipy i pomnik przyrody – cis „Barnim” o obwodzie pnia 290 cm.

Wnętrze pałacu prawie całkowicie jest pozbawione oryginalnego wyposażenia (zachowały się tylko ozdobne dębowe schody oraz niektóre sztukaterie i plafony). Na tympanonie herby dawnych właścicieli von Raminów (dwa tarany do burzenia murów) wraz z rycerskimi hełmami.
Integralną część założenia stanowi zespół ceglano-kamiennych i częściowo ryglowych budynków mieszkalnych (z domem rządcy) i inwentarsko-gospodarczych, pochodzący z XVIII w. (stajnia z 1734 i obora z 1735) i przełomu XIX/XX w. (najstarszy folwark na Pomorzu Zachodnim). Pałac wraz z przyległym parkiem od 1945 do początków XXI wieku był siedzibą Wojsk Ochrony Pogranicza, a później Straży Granicznej. Po opuszczeniu go przez SG przeszedł na własność Starostwa Powiatowego w Policach. Następnie w l. 2009-2016 należał do Uniwersytetu Szczecińskiego po czym został sprzedany prywatnemu inwestorowi.
- Zdewastowanym zabytkiem wsi jest XVIII-wieczny cmentarz z centralnie położonym pomnikiem nagrobnym jednego z właścicieli oraz barokowym kościołem pw. św. Maksymiliana Marii Kolbego o szachulcowej wieży i współczesnym wyposażeniu wnętrza, zbudowanym w latach 1731-35 w miejscu starszego, prawdopodobnie XVI-wiecznego, który najprawdopodobniej stanął na miejscu jeszcze starszego obiektu[8]. Wspomniany wcześniej pomnik nagrobny został wybudowany z cegły w formie ok. 4-metrowego obelisku, a następnie pokryty płytami piaskowca.

W jego górnej części znajduje się obramowany laurowym wieńcem medalion z wizerunkiem zmarłego w 1792 r. na skutek upadku z konia, 28-letniego Jürgena Berndta von Ramin. Poniżej złamana kolumna z napisem po niemiecku wyrażającym żal bliskich po stracie męża i ojca. Wsparty o obelisk płaczący anioł symbolizuje żonę, a nagie dziecko z ręką na łbie myśliwskiego psa – córkę. Obok inne myśliwskie motywy – trąbka i róg. Pomnik ufundowała w roku 1792 hrabina Wilhelmina Ramin z domu Hacke – żona zmarłego.